# Ndiago
Ndiago este o comună din departamentul Keurmacen, Regiunea Trarza, Mauritania, cu o populație de 8.440 locuitori.